# Boissise-la-Bertrand
Boissise-la-Bertrand település Franciaországban, Seine-et-Marne megyében. Lakosainak száma 1194 fő (2022. január 1.). Boissise-la-Bertrand Cesson, Boissettes, Seine-Port, Vert-Saint-Denis, Boissise-le-Roi, Dammarie-les-Lys és Le Mée-sur-Seine községekkel határos.

## Népesség
A település népességének változása:
| Lakosok száma | 1159 | 1170 | 1150 | 1149 | 1146 | 1169 | 1181 | 1194 |
|               | 2013 | 2015 | 2017 | 2018 | 2019 | 2020 | 2021 | 2022 |